# 233472 Moorcroft
233472 Moorcroft è un asteroide della fascia principale. Scoperto nel 2006, presenta un'orbita caratterizzata da un semiasse maggiore pari a 2,9655704 UA e da un'eccentricità di 0,0578831, inclinata di 1,73925° rispetto all'eclittica.
L'asteroide è dedicato al fisico canadese Donald Ross Moorcroft.